# Немезида
Немези́да, или Немеси́да (др.-греч. Νέμεσις «возмездие») в древнегреческой мифологии — крылатая богиня возмездия, карающая за нарушение общественных и нравственных порядков. Дочь Нюкты и Крона либо (по аттической версии) дочь Океана; или, по другим данным, Фемиды и Зевса. Упоминается в «Одиссее» (II 64), но не олицетворяется.
Ряд мифов называет Немезиду матерью Елены от Зевса (либо также матерью Диоскуров). Согласно Стасину, ею пытался овладеть Зевс и преследовал её на суше и в воде (где она стала рыбой).
По рассказу же Еврипида, Афродита по просьбе Зевса стала орлом и преследовала верховного бога, превратившегося в лебедя (либо орлом стал Гермес, а укрыла лебедя Леда). Немезида укрыла лебедя, пожалев его, на коленях, и заснула, и во время сна Зевс её изнасиловал. Согласно мифографам, она стала гусыней и снесла яйцо, а лебедя и орла Зевс сделал созвездиями.
Это яйцо потом или нашла Леда, или оно было принесено ей пастухом, или, наконец, было подброшено Гермесом. Из этого яйца впоследствии и появились Елена и братья Диоскуры.
По некоторым предположениям мифа, по которым Зевс-лебедь разделил ложе с самой Ледой, Немезиду считают обожествлённой Ледой (Леда после смерти стала Немезидой). В мифологическом наследии, считающаяся дочерью Фемиды и Зевса, она отождествляется или, по крайней мере, сближается с Адрастеей.
Её храм есть в Рамнунте, её статую создал Фидий (Рамнусиада, Ῥαμνουσιάς, то есть Немесида Рамнунтская); либо это статуя работы Диодота или Агоракрита.
Изображалась с предметами надзора (весы, уздечка), наказания (меч или плеть) и быстроты (крылья, колесница, запряжённая грифонами), а также с согнутой в локте рукой — мера длины в древние века — синоним неизбежной кары. Весы, предмет Немезиды, часто считались прообразом зодиакального созвездия Весы.

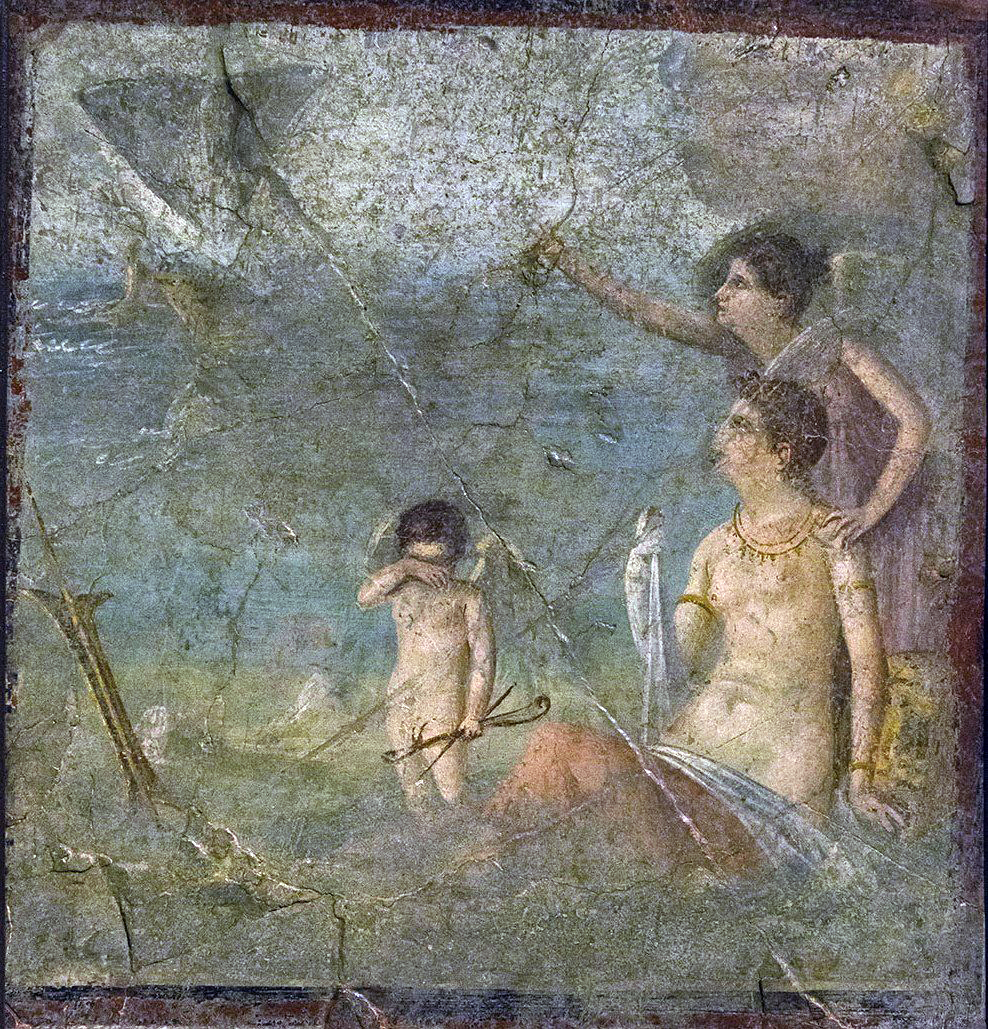
Античная фреска из Помпей изображающая покинутую Ариадну, Купидона, и Немезиду. Национальный археологический музей Неаполя

В Смирне почитали двух Немезид — дочерей Никты. Ей посвящён LXI орфический гимн. Упоминается в любовных стихах. У Кратина была комедия «Немезида».
В Древнем Риме была почитаема в армии и считалась покровительницей гладиаторов.
В честь Немезиды назван астероид (128) Немезида, открытый в 1872 году, а также возможная звезда, сопутствующая Солнцу, Немезида.
Также в честь богини названа операция «Немезис» — операция партии «Дашнакцутюн» по ликвидации высших должностных лиц Османской империи, причастных к организации геноцида армян.